# Mirman Baheer
Mirman Baheer es una sociedad literaria secreta de mujeres afganas que se reúnen por todo Afganistán. Fue fundada en 2010 por Sahira Sharif. La organización atrajo la atención internacional después de que una investigación realizada por Eliza Griswold se publicara en 2012. Durante la pandemia de COVID-19 realizaron sus reuniones en streaming.

## Historia
Mirman Baheer fue fundada por Sahira Sharif, una política afgana, en 2010 como una sociedad literaria para que las mujeres afganas leyeran sus escritos y compartieran relatos de sus vidas.   El grupo también ofrecía a las participantes la oportunidad de llamar por teléfono para leer su trabajo al grupo, mientras que Sharif y otras escritoras leyeron su propio trabajo en la radio y publicitaron la línea telefónica que Eliza Griswold, escribiendo para la BBC, describió en 2016 como una "especie de línea directa de poesía".  
Sharif ha dicho que fundó la sociedad porque sentía que la literatura era una herramienta valiosa para luchar por los derechos de las mujeres, tanto o más que las manifestaciones políticas. En 2012, Eliza Griswold en The New York Times la describió como la sociedad literaria femenina más grande de Afganistán y la comparó con la anterior Escuela de Costura Aguja Dorada. En 2013, le dijo a BBC News: "Es nuestra forma de resistencia". Griswold escribió que en 2012, el grupo tenía más de 100 integrantes solo en Kabul, muchas de las cuales formaban parte de la sociedad más reputada, y alrededor de trescientas en localidades más rurales. Señaló que las integrantes en Kabul se reunían públicamente, mientras que en otras provincias se tenían que reunir en secreto. Griswold realizó una investigación sobre la poesía de mujeres en Afganistán que recibió reconocimiento público y en 2014 publicó una colección de landays (forma poética tradicional afgana que consiste en un solo pareado) titulada I Am the Beggar of the World. En 2015, Sharif habló en el Festival Internacional de Poesía con Griswold sobre Mirman Baheer.
En 2021 Time informó de que la organización se reunía, semanalmente, en un lugar secreto que cambiaba en cada reunión. La revista describió a Mirman Baheer como un lugar para que las mujeres contaran historias que «de otro modo permanecerían ocultas». La sociedad contaba con varios centenares de miembros de edades muy variadas, de 13 a 55 años, en todo Afganistán. La mayoría de sus integrantes son pastunes. La organización incluye programas que ofrecen tutoría a poetas inexpertas por parte de autoras más consagradas. Durante la pandemia de COVID-19, que afectó gravemente a Afganistán, Mirman Baheer pasó a retransmitir en directo las reuniones de sus miembros a través de Facebook.